# Spodnja Ročica
Spodnja Ročica este o localitate din comuna Benedikt, Slovenia, cu o populație de 109 locuitori.